# Stanley Eldridge
Stanley Eldridge (1992) es un actor británico conocido por interpretar al príncipe Enrique en William & Catherine: A Royal Romance.

## Biografía
Stanley Eldridge nació en Sussex del Este. Asistió a la Universidad Royal Holloway para estudiar Teatro y Eacritura Creativa, graduándose en 2014.
En 2011 hizo del príncipe Enrique en William & Catherine: A Royal Romance y en 2014 asistió al Edinburgh Festival Fringe, actuando en la celebración del ganador del Premio Fringe First, Travesti.